# Nora Roberts

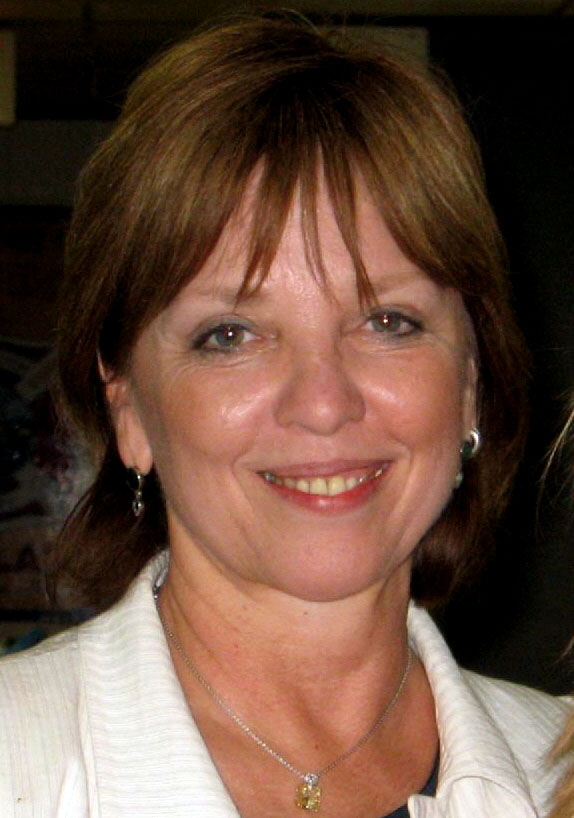
Nora Roberts (2007)

Nora Roberts (* 10. Oktober 1950 in Silver Spring, Maryland als Eleanor Marie Robertson) ist eine US-amerikanische Schriftstellerin. Sie gilt als eine der erfolgreichsten Romance-Autorinnen der Welt. 1981 erschien mit Rote Rosen für Delia ihr erster Gesellschaftsroman, mittlerweile zählt sie weltweit zu den meistgelesenen Autorinnen. Sie veröffentlicht auch unter den Pseudonymen J.D. Robb und Jill March, in Großbritannien auch unter Sarah Hardesty.

## Biografie
Nora Roberts wurde als einzige Tochter und jüngstes von fünf Kindern geboren. Ihre Ausbildung umfasste einige Zeit in einer katholischen Schule, ehe sie heiratete und nach Keedysville, Maryland, umzog. Bis zur Geburt ihrer beiden Söhne Jason und Dan arbeitete sie als Sekretärin, anschließend blieb sie Hausfrau und Mutter. Ihren zweiten Ehemann, Bruce Wilder, heiratete sie 1985.
Während eines Blizzards im Jahr 1979 begann sie mit dem Schreiben an ihrem ersten Roman Rote Rosen für Delia (Originaltitel: Irish Thoroughbred), der 1981 veröffentlicht wurde. Mittlerweile kommt sie auf eine Gesamtauflage von über 400 Millionen Exemplaren; ihre Bücher wurden in 30 Sprachen übersetzt. 1996 wurde ihre hundertste Geschichte Der weite Himmel (Originaltitel: Montana Sky) veröffentlicht. Jedes ihrer Bücher seit 1999 war ein New-York-Times-Bestseller, 29 landeten direkt auf Platz 1 der Liste.
Sie ist Mitglied der Romance Writers of America und war die erste Autorin in der Hall of Fame dieses Verbandes.
Andere Autoren ihres Genres bezeichnen sie als The Nora.

## Werke
Unter dem Pseudonym J. D. Robb schreibt sie eine Serie Science-Fiction-Krimis.
Während Nora Roberts überwiegend mit romantischen, teilweise dramatischen oder mystischen Liebes- und Lebensgeschichten in Verbindung gebracht wird, steht ihr Pseudonym J. D. Robb für Spannungsliteratur.
Die In Death-Serie spielt im New York des 21. Jahrhunderts und handelt von der Polizistin Eve Dallas und ihrem Ehemann Roarke.
Die Initialen „J. D.“ hat sie aus den Vornamen ihrer beiden Söhne Jason und Dan gewonnen, während „Robb“ eine Abkürzung für Roberts ist.
Bei vielen ihrer Bücher handelt es sich um Serien bzw. Trilogien über Familien oder Freunde, z. B. Die Calhoun Frauen oder Die MacGregors.
Aufgrund der wiederholten Neuauflagen ihrer Bücher, teilweise unter geändertem Titel, werden Erstauflagen im englischen Original mit dem Logo NR gekennzeichnet.

## Filmische Adaptionen
Auf Netflix wurde 2022 die Verfilmung von Verlorene Liebe (im Original Brazen Virtue) veröffentlicht:
- Verlorene Liebe (mit Alyssa Milano und Sam Page).

Lifetime Television hat vier Bücher der Schriftstellerin als Fernsehfilme umgesetzt, die 2007 veröffentlicht wurden:
- Nora Roberts – Der weite Himmel (mit Ashley Williams, John Corbett, Charlotte Ross)
- Nora Roberts – Verschlungene Wege (mit Heather Locklear, Johnathon Schaech)
- Nora Roberts – Tödliche Flammen (mit Alicia Witt, Matthew Settle, Scott Bakula; OT: Nora Roberts’ Blue Smoke)
- Nora Roberts – Lilien im Sommerwind (mit Claire Forlani, Oliver Hudson, Jacqueline Bisset)

Die Filme wurden ab dem 12. Juli 2007 im Wochenrhythmus jeweils zur Hauptsendezeit in der ARD ausgestrahlt, beginnend mit Nora Roberts – Der Weite Himmel. Gleichzeitig kamen die Filme auch als DVD auf den Markt.
Ab 2009 verfilmte Lifetime Television weitere Bücher von Nora Roberts:
- Nora Roberts – Das Leuchten des Himmels (mit LeAnn Rimes, Eddie Cibrian, Rosanna Arquette; OT: Northern Lights)
- Nora Roberts – Mitten in der Nacht (mit Jerry O’Connell, Lauren Stamile, Faye Dunaway; OT: Midnight Bayou)
- Nora Roberts – Im Licht des Vergessens (mit Emilie de Ravin, Ivan Sergei, Cybill Shepherd; OT: High Noon)
- Nora Roberts – Ein Haus zum Träumen (mit Brittany Murphy, Jason Lewis, Tippi Hedren; OT: Tribute)
- Nora Roberts – Carnal Innocence (2011; nach dem Buch Sehnsucht der Unschuldigen; mit Gabrielle Anwar, Colin Egglesfield, Shirley Jones)

Folgende Bücher wurden bereits früher verfilmt:
- Nora Roberts – Magic Moments, Fernsehfilm von 1989 nach dem Roman The Magic Moments (Verzaubertes Herz, dt. Erstveröffentlichung 2005, ISBN 3-89941-338-5)
- Nora Roberts – Heimkehr in den Tod, Fernsehfilm von 2001 nach dem Roman The Sanctuary (Insel der Sehnsucht, dt. Erstveröffentlichung 1998, ISBN 3-453-16091-6)

## Opfer von Plagiarismus
1997 gestand die Bestseller-Autorin Janet Dailey wiederholtes Kopieren der Werke von Nora Roberts. Dies kam beim Vergleich des Roberts-Werkes Sweet Revenge und Daileys Notorious durch einen Leser heraus. Die beiden Autorinnen einigten sich. Dailey zahlte eine unbekannte Summe, die von Nora Roberts gespendet wurde.